# Laino Castello
Laino   Castello község (comune) Olaszország Calabria régiójában, Cosenza megyében.

## Fekvése
A megye északnyugati részén fekszik, a Pollino Nemzeti Park területén. Határai: Aieta, Laino Borgo, Mormanno, Papasidero, Viggianello és Rotonda.

## Története
Történelme szorosan összefügg a szomszédos Laino Borgóéval. A település az ókori, bruttiusok által alapított Laus (a római uralom idején Tebe Lucana) helyén épült fel. Első említése Laynum néven a 13. századból származik. Ekkor a lauriai grófsághoz tartozott. A 19. század elején vált önálló községgé, amikor a Nápolyi Királyságban felszámolták a feudalizmust. 1928 és 1934 között Laino Borg és Laino Castello egy községet alkotott Laino Bruzio néven.

## Népessége
A népesség számának alakulása:

## Főbb látnivalói
- Madonna degli Scalzi-templom
- San Teodoro-templom
- Madonna delle Vergini-templom
- Madonna degli Scolari-templom